# جان لابورد
جان لابورد (بالفرنسية: Jean Laborde)‏ هو صناعي ودبلوماسي فرنسي، ولد في 16 أكتوبر 1805 في أوش في فرنسا، وتوفي في 27 ديسمبر 1878 في أنتاناناريفو في مدغشقر.